# NGC 2876
NGC 2876 é uma galáxia lenticular (S0) localizada na direcção da constelação de Hydra. Possui uma declinação de -06° 43' 00" e uma ascensão recta de 9 horas, 25 minutos e 13,8 segundos.
A galáxia NGC 2876 foi descoberta em 5 de Março de 1880 por Édouard Jean-Marie Stephan.